# Nuevo Xochimilco
Nuevo Xochimilco es una localidad del estado mexicano de Chiapas. Es parte del municipio de Ostuacán.

## Toponimia
El nombre «Xochimilco» proviene de los términos en náhuatl xochitl, flor; mil, milpa; co, lugar. Su significado es «milpa de flores».

## Demografía
| Gráfica de evolución demográfica |
|                                  |

| Censo | Población |
| ----- | --------- |
| 1990  | 1 090     |
| 2000  | 1 269     |
| 2010  | 1 393     |
| 2020  | 1 815     |